# SPU
SPU (英: Sound Processing Unit) は、ソニー・コンピュータエンタテインメント（当時）によって設計・製造され、同社ゲーム機に搭載されたPCM音源につけられた名称である。PlayStationに搭載されたSPU、PlayStation 2に搭載されたSPU2がある。スーパーファミコンの音源に使用されたSPC700に由来している。

## SPC700

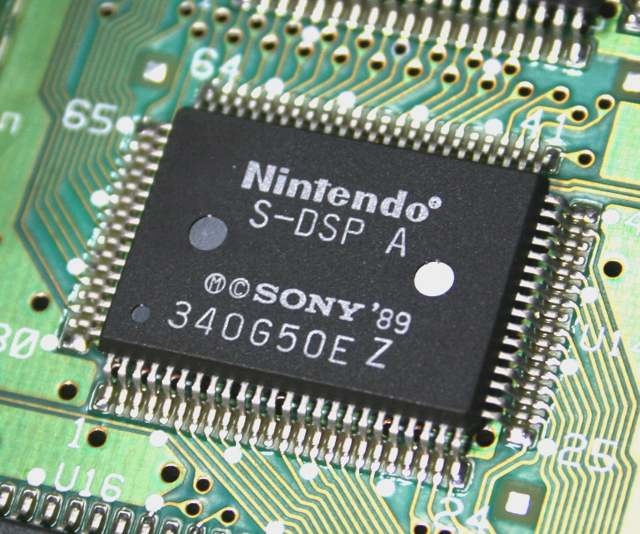
スーパーファミコン S-DSP A

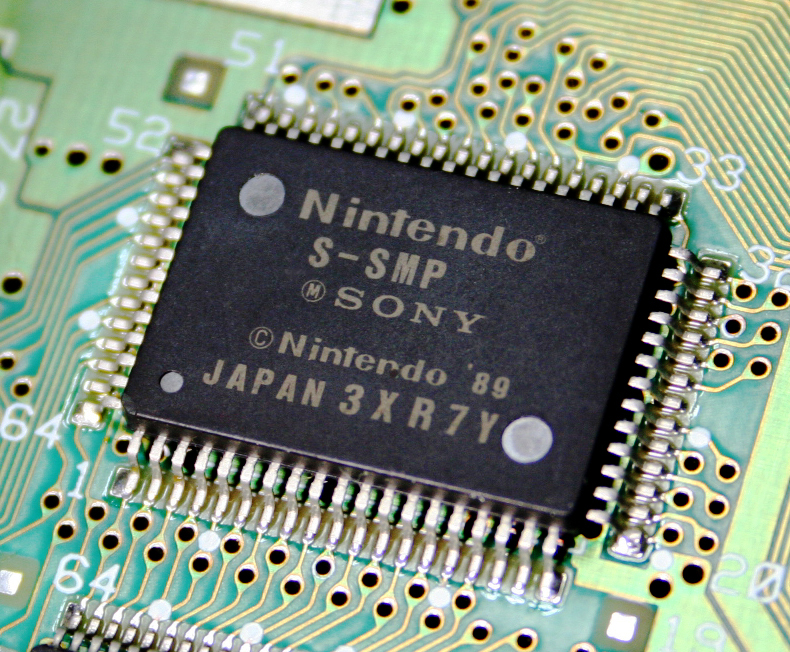
スーパーファミコン S-SMP

任天堂のスーパーファミコンに搭載された音源は、DSPと、制御用チップS-SMP（SPC700コア）から構成される。SPC700は6502を拡張した命令セットを持ち（オブジェクトの互換性はない）、本体のCPUとは別に動作する。
当時ソニーのハードウェアエンジニアであった久夛良木健が設計を手がけた。当初スーパーファミコンでは別の音源が採用される予定であったが、任天堂の担当者の前で久夛良木がSPC700のデモンストレーションを行いその性能をアピールし、その能力が認められたため、スーパーファミコンに採用されることとなった。
スーパーファミコンの音源の性能は以下の通り。
スペック
- SRAM: 64KB
- サンプリング周波数: 32kHz
- 同時発音数: 8チャンネル
- 16bit PCM ステレオ（ADPCM）
- SPC700クロック周波数: 2.048MHz
- DSP（エフェクター）の機能:
  - BRR（英語版）圧縮された波形データの復元
  - ADSR
  - ガウス分布補間
  - エコー
  - ディレイ（最大240ms）
  - リバーブ（次数8のFIRフィルタ付）
  - ピッチモジュレーション（1チャンネルのみ不可）
  - ノイズ（発生周波数: 0〜32kHz）
  - ピッチベンド

スーパーファミコンの仕様が正式発表された1988年当時のスペックとしては非常に高性能なものであった。特に、音楽業界でPCM音源が普及する以前の時代に、エフェクター付きで32kHzのサンプリングレートのデータを扱えるポリフォニックPCM音源をゲーム機に搭載しようとする事自体が異例であり、SPC700を用いたスーパーファミコンならではのゲーム音楽が誕生することとなった（例として、同時期の競合ゲーム機であるPCエンジンやメガドライブの音源は、外付けCDドライブからのPCMデータストリームを除けば波形メモリ音源やFM音源である）。
しかしながら、メモリの容量や同時発音数、データサイズの制限、初期のライブラリの音源ドライバー（かんきちくん）の使い辛さや、スーパーファミコンの標準の開発機材だったソニーのNEWSのUNIX環境に製作側が慣れていないなど、初期は製作ノウハウ面でハードルが高かったこともあり、SPC700の能力を発揮するためには、ドライバの自作や改造ができる高度な技術を持ったプログラマーや、それに対応できるサウンドコンポーザーの腕が必要であった。そのため、スーパーファミコンのゲームサウンドはソフトによって音質が異なる。
SPC700の性能を生かした作品例にサテラビューのゲーム「Rの書斎」がある。これはサテラビューから受信したデータをメモリーパックへ一時蓄積しつつSPC700によって再生するという手法を用い、CD-ROM機以外では不可能と思われていた音声の分岐を実現したものである。なお、後発のPlayStationシリーズのSPUとSPU2はこのSPC700を改良させたものである。

## SPU

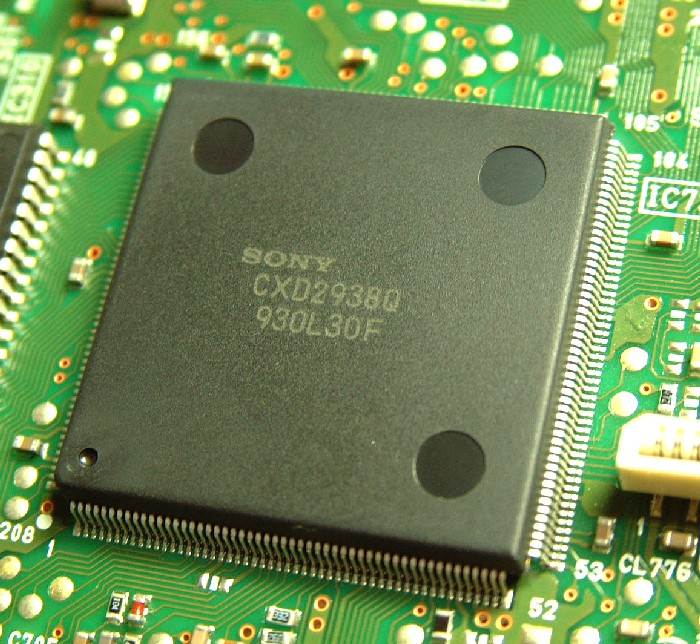
SPU CXD2938Q SCPH-9000に実装

SPUはPlayStationに搭載されたPCM音源である。性能は以下の通り。
スペック
- メモリ: 512KB
- サンプリング周波数: 44.1kHz (CD-DAと同じ)
- 同時発音数: ステレオ、24チャンネル

SPC700に比べ、性能が大幅に強化されている。また、メディアにCD-ROMが用いられるためファイルサイズの制限がSPC700よりも緩くなったことから、様々な音色を用いるゲーム音楽が誕生した。

## SPU2
SPU2はPlayStation 2に搭載されたPCM音源である。性能は以下の通り。
スペック
- メモリ: 2MB
- サンプリング周波数: 48kHz (DVD-Videoと同じ) または44.1kHz
- 同時発音数: ステレオ、48チャンネル